# Kaap Oosterend

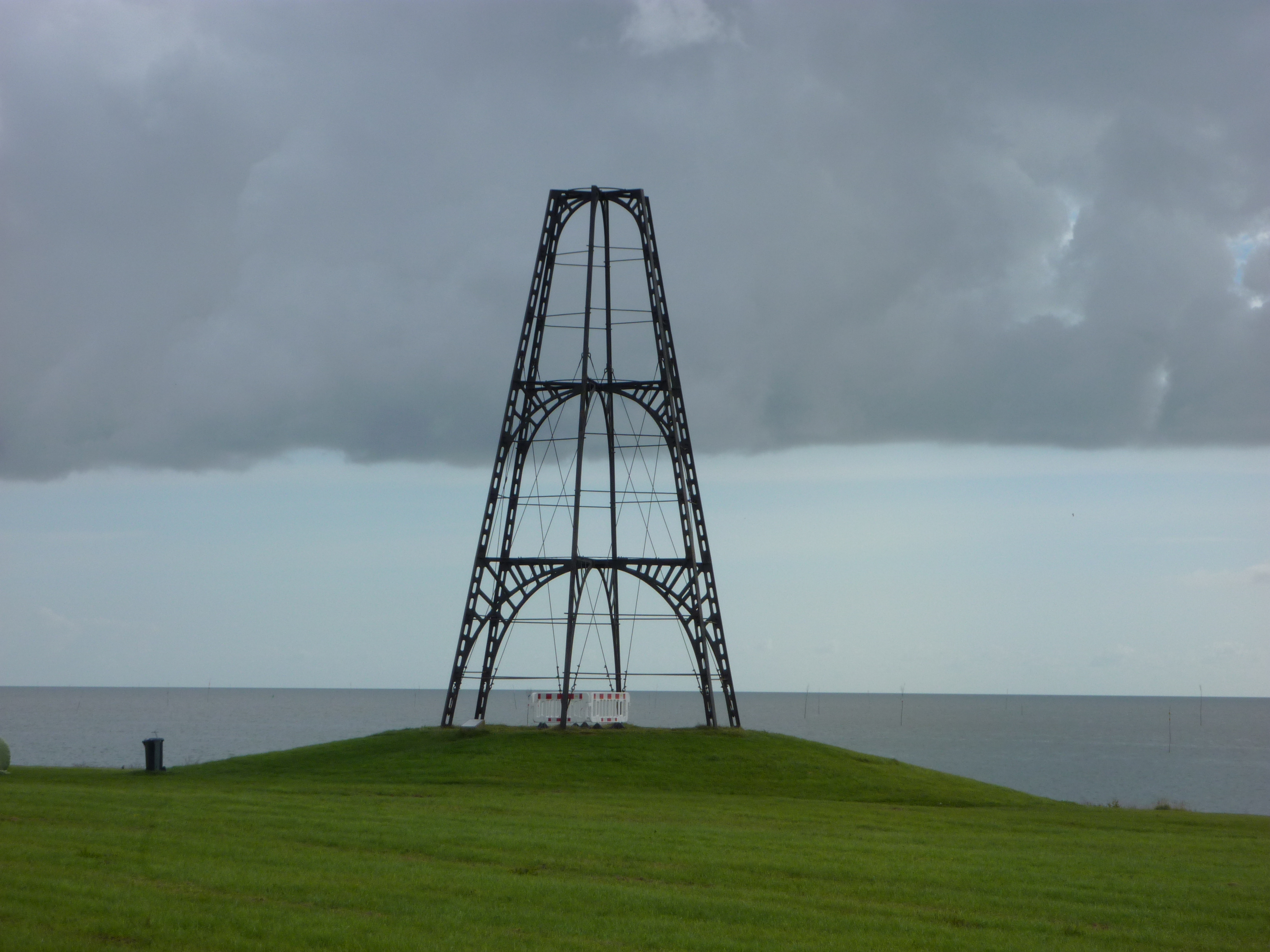
Kaap Oosterend

De Kaap Oosterend of IJzeren Kaap bij Oosterend op Texel is een ijzeren zeekaap en is in die functie als markant herkenningspunt (dagmerk) een baken voor de scheepvaart.

## Geschiedenis
In 1854 werd de zeekaap ontworpen door architect Quirinus Harder die als bouwkundige werkzaam was bij de Dienst van het Loodswezen. Het was ontworpen als vuurloos baken dat alleen overdag voor de scheepvaart zichtbaar was. De kaap vormde samen met de kerktoren van de Hervormde Kerk in Oosterend een bakenlijn ten behoeve van de scheepvaart in het oostelijk deel van de Texelstroom. Nabij de kaap lag in 1843 korte tijd een haven.
Door de toename van de nachtelijke scheepvaart op de Texelstroom en het grillige verloop van het vaarwater, werd in 1977 de bakenlijn verplaatst naar het noorden (de huidige standplaats). Ook werd een vuurbaken wenselijk geacht. 
Met de ophoging en verzwaring van de Waddendijk aan de oostzijde van Texel werd de constructie aangepast. Er werden reparaties verricht aan de onderste etage, die nog slechts voor een derde boven de grond zou uitsteken. Om te voorkomen dat er een visueel onevenwichtige verhouding ontstond werd de gehele etage onder het maaiveld gewerkt. Sindsdien zijn van de vier etages slechts drie zichtbaar.
De ijzeren kaap is een rijksmonument. In 2010 heeft de gemeente opdracht gegeven om de kaap te restaureren.

## Constructie
De zeekaap bestaat uit een gietijzeren constructie en heeft vier etages en zes stijlen. Van de vier etages bevinden zich er drie bovengronds. De etages worden door zes radiale liggers gevormd, die aan de buitenzijde aan de stijlen bevestigd zijn en in het midden bij een zeskantig koppelstuk samenkomen. Aan dit koppelstuk zijn de liggers vastgeschroefd. In de zwikken zijn er gebogen profielen aangebracht. Om de constructie te verstevigen zijn er in ieder van de zes zijvlakken twee diagonale wanddraden aangebracht. Tevens is de constructie door trekstangen in de zes zijvlakken verstijfd.

## Galerij

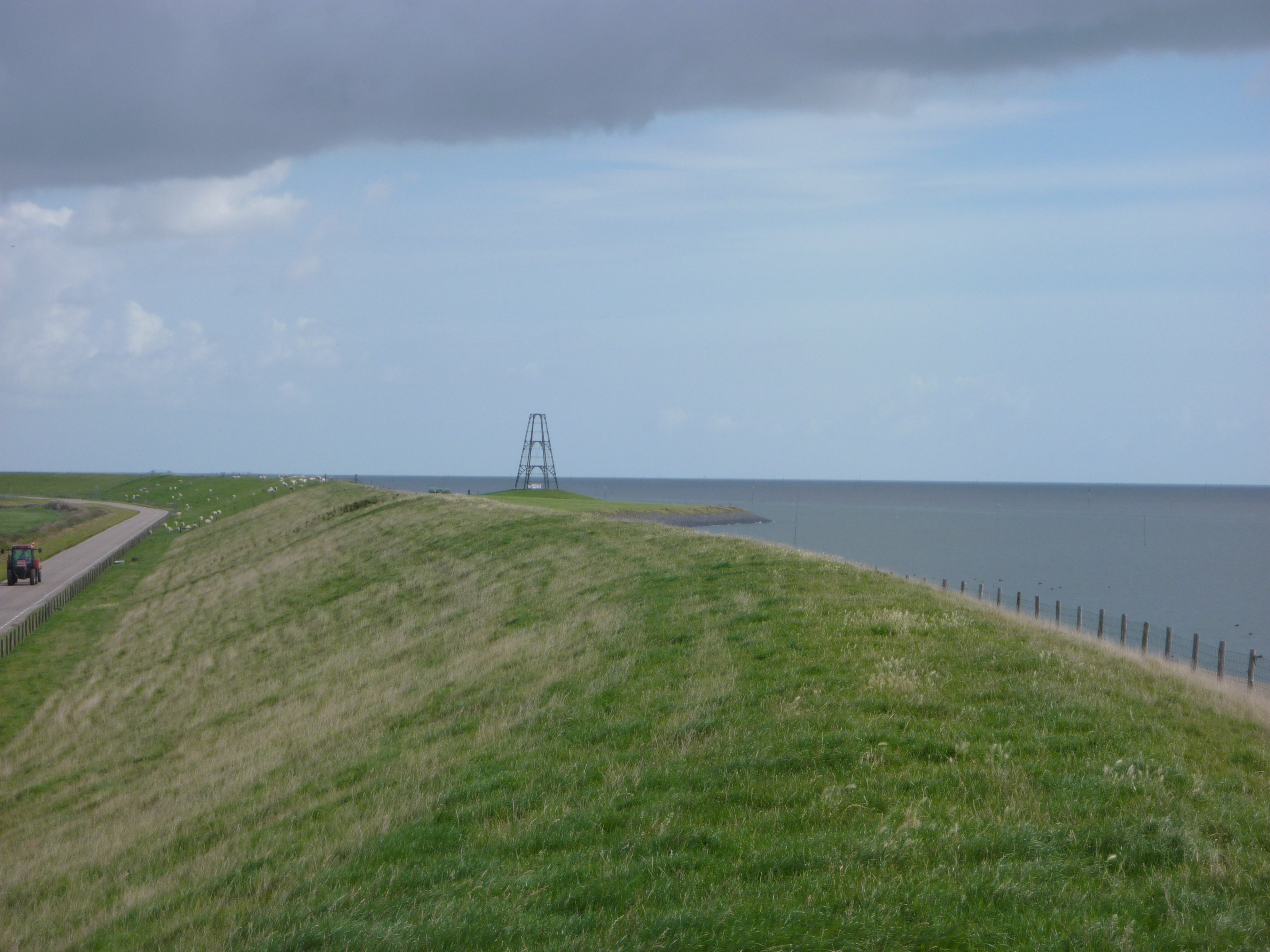
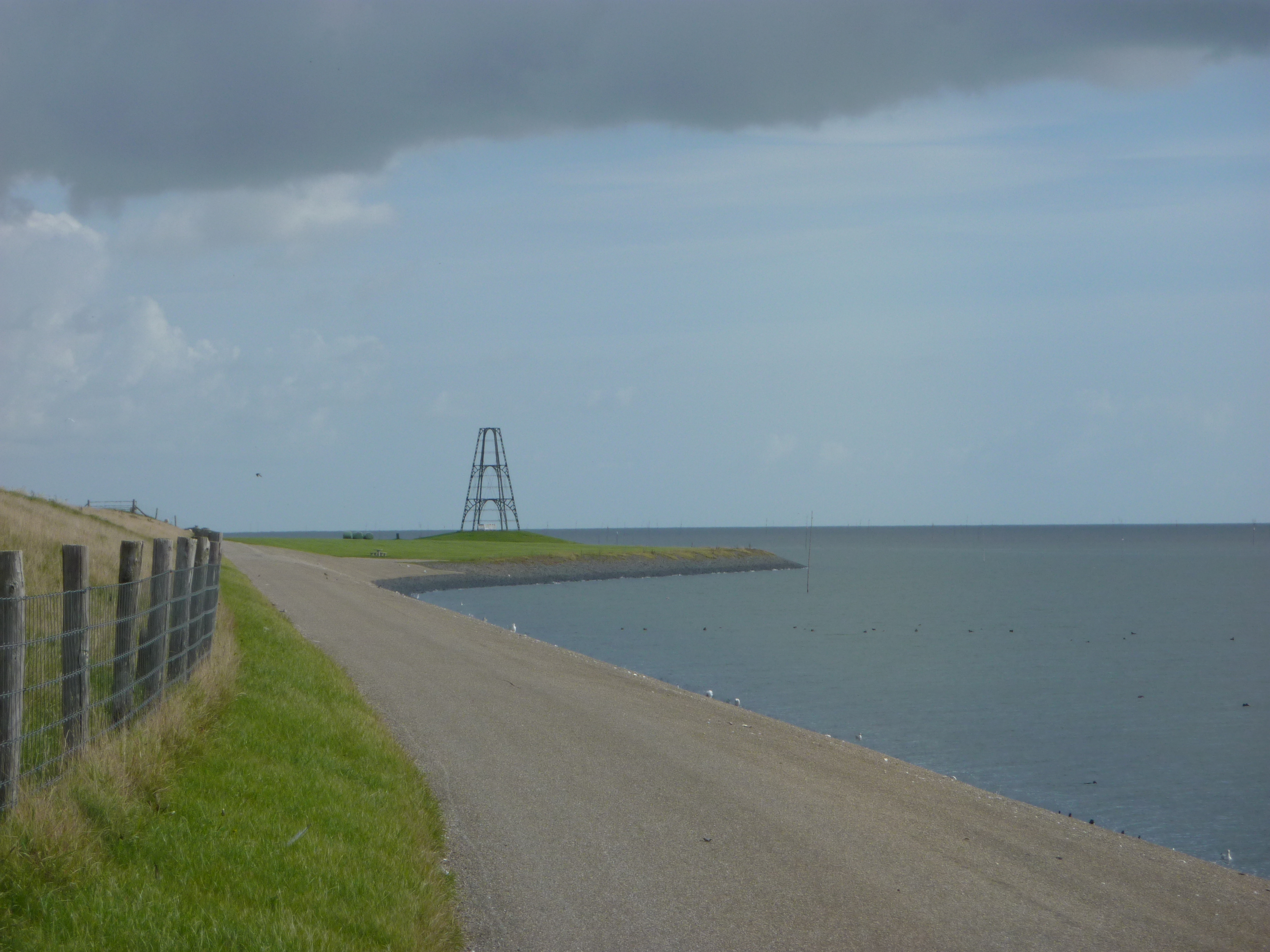
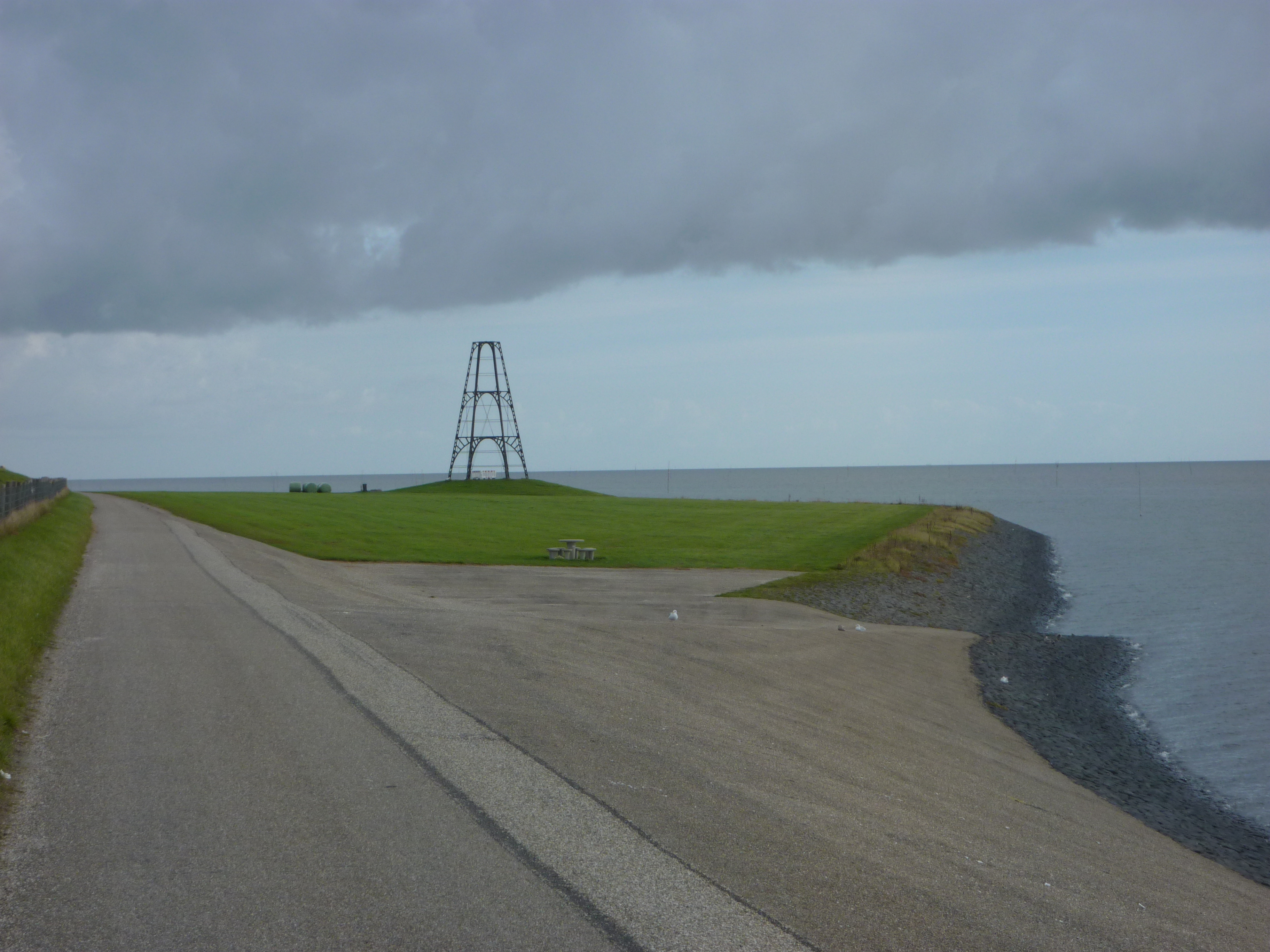
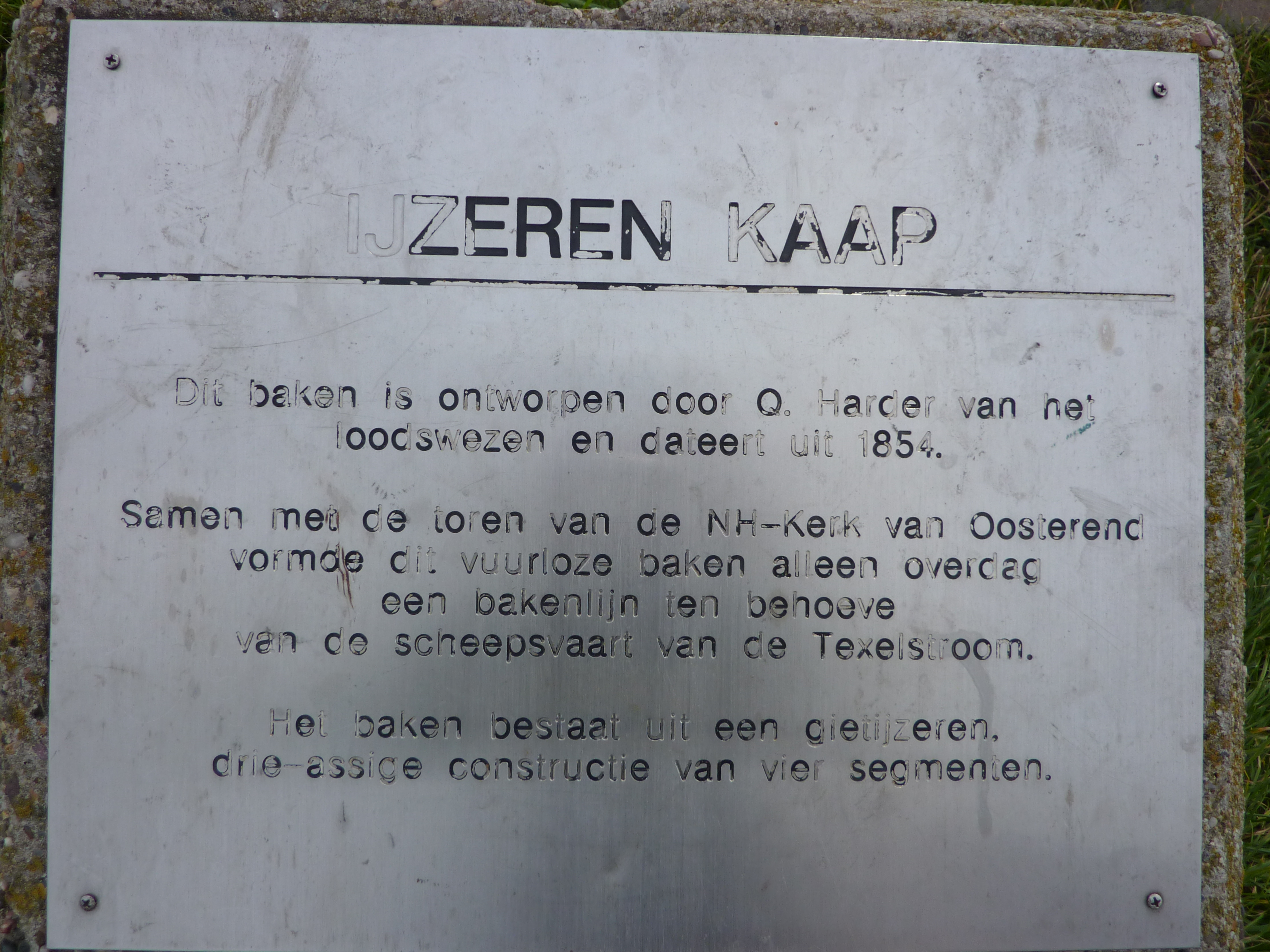